# 岑春萱
岑春萱，广西人，是一名清朝政治人物。
岑春萱曾于1901年接替袁树勋任苏松道道员一职，1906年由瑞澂接任。